# Machigengacris
Machigengacris är ett släkte av insekter. Machigengacris ingår i familjen gräshoppor.
Kladogram enligt Catalogue of Life:
| Machigengacris | \| \| Machigengacris peruviana \| \| \| \| \| \| Machigengacris vittata \| \| \| \| |
|                | \| \| Machigengacris peruviana \| \| \| \| \| \| Machigengacris vittata \| \| \| \| |
|                | Machigengacris peruviana                                                            |
|                |                                                                                     |
|                | Machigengacris vittata                                                              |
|                |                                                                                     |